# سرجنار

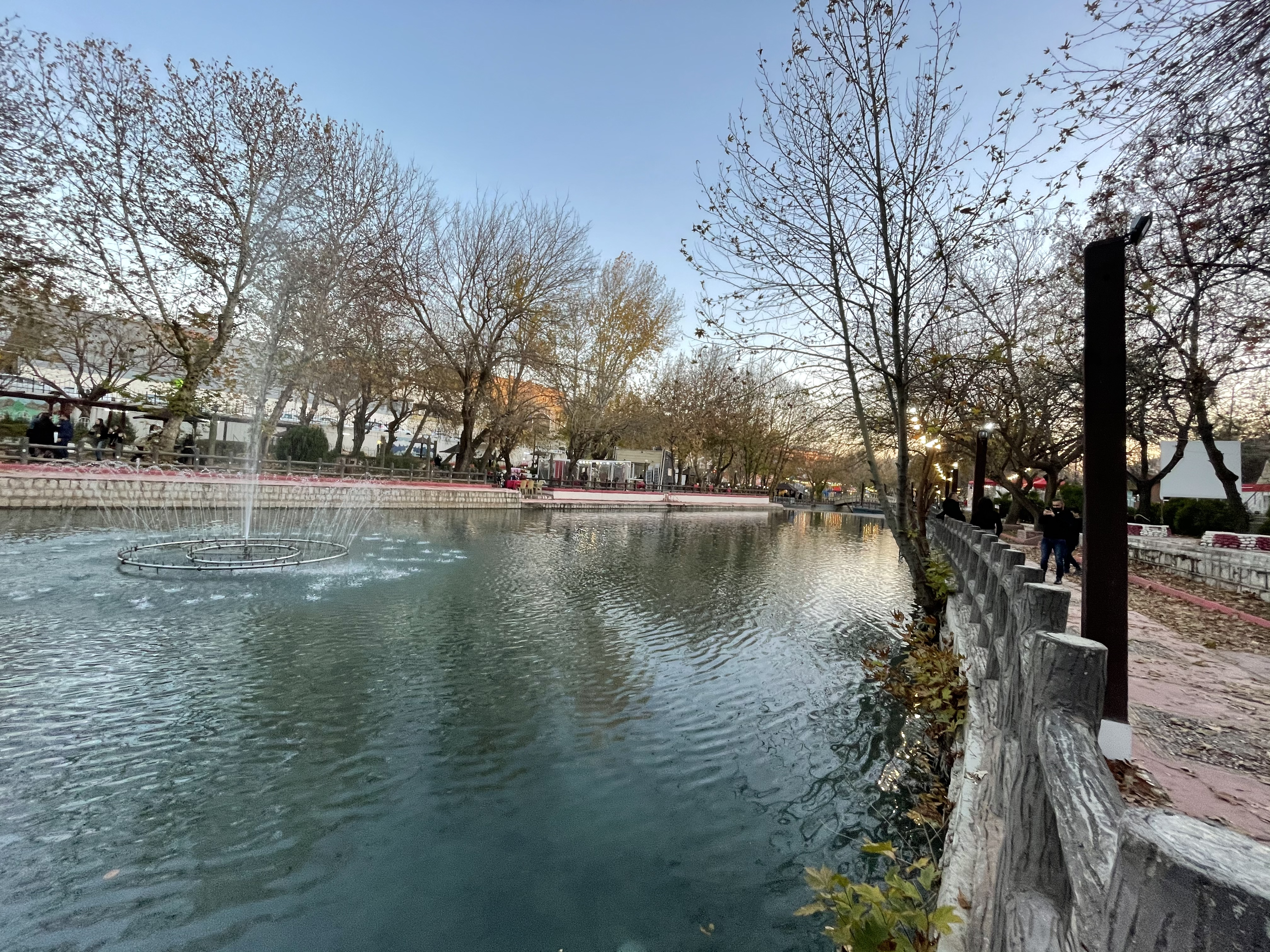
سرجنار

سرجنار هو مصيف يقع في محافظة السليمانية في إقليم كردستان العراق، يبعد حوالي 5 كلم غرب مدينة السليمانية، المصيف عبارة عن ينبوع ونهر تتخلله الغابات والمتنزهات.